# Proterodesma byrsopola
Proterodesma byrsopola är en fjärilsart som beskrevs av Edward Meyrick 1909. Proterodesma byrsopola ingår i släktet Proterodesma och familjen äkta malar. Inga underarter finns listade i Catalogue of Life.